# Иствуд (Луизијана)
Иствуд (енгл. Eastwood) насељено је место без административног статуса у америчкој савезној држави Луизијана.

## Демографија
По попису из 2010. године број становника је 4.093, што је 719 (21,3%) становника више него 2000. године.
| Група             | 2000.         | 2010.         |
| Белци             | 3.013 (89,3%) | 3.586 (87,6%) |
| Афроамериканци    | 207 (6,1%)    | 244 (6,0%)    |
| Азијати           | 22 (0,7%)     | 22 (0,5%)     |
| Хиспаноамериканци | 66 (2,0%)     | 173 (4,2%)    |
| Укупно            | 3.374         | 4.093         |